# فلم بالصف
فيلم بالصف فيلم لبناني، درامي واجتماعي.

## بطولة
- سمير
- ليلى حكيم
- جاهدة وهبة
- كارول حاج
- فارس الحاج
- ربى زيدان
- زينة الزايد
- عبير حداد
- ان ماري شاهين

## عن الفيلم
قصة واقعية عن فتيات مراهقات يتعلمن في مدرسة بنات، وبعد تعيين أستاذ جديد لهن يبدأن بالتنافس فيما بينهن على حب والإيقاع به بشتى الوسائل.